# Мерсенарио, Карлос
Карлос Эмилиано Мерсенарио Карбахаль (исп. Carlos Emiliano Mercenario Carbajal; род. 23 мая 1967, Мехико) — мексиканский легкоатлет, специалист по спортивной ходьбе. Выступал за сборную Мексики по лёгкой атлетике в 1982—1999 годах, обладатель серебряной медали Олимпийских игр в Барселоне, победитель Кубка мира, трёхкратный чемпион Панамериканских игр, серебряный призёр Центральноамериканских и Карибских игр, бывший рекордсмен мира на дистанции 20 км.

## Биография
Карлос Мерсенарио родился 23 мая 1967 года в Мехико, Мексика.
Первого серьёзного успеха в лёгкой атлетике на международном уровне добился в сезоне 1982 года, когда вошёл в состав мексиканской сборной и выступил на юношеском первенстве Центральной Америки и Карибского бассейна в Бриджтауне, где одержал победу в зачёте ходьбы на 5000 метров.
В 1984 году в ходьбе на 10 000 метров победил на юниорском центральноамериканском и карибском первенстве в Сан-Хуане, был лучшим на юниорском панамериканском первенстве в Нассау.
В 1986 году превзошёл всех соперников на домашнем юниорском первенстве Центральной Америки и Карибского бассейна в Мехико, стал седьмым на юниорском мировом первенстве в Афинах, вторым на Панамериканском кубке в Сен-Леонар.
В мае 1987 года на Кубке мира в Нью-Йорке занял первое место, установив мировой рекорд в ходьбе на 20 км — 1:19:24 (уже в следующем месяце это достижение превзошёл восточногерманский ходок Аксель Ноак). Помимо этого, отметился победой на Панамериканских играх в Индианаполисе, выступил на чемпионате мира в Риме, где был дисквалифицирован за нарушение техники ходьбы.
В 1988 году в дисциплине 20 км выиграл Панамериканский кубок в Мар-дель-Плате и домашний иберо-американский чемпионат в Мехико. Благодаря череде успешных выступлений удостоился права защищать честь страны на летних Олимпийских играх в Сеуле — на дистанции 20 км показал время 1:20:53, расположившись в итоговом протоколе соревнований на седьмой строке.
В 1990 году взял бронзу на Панамериканском кубке в Халапе, победил на иберо-американском чемпионате в Манаусе, получил серебро на Центральноамериканских и Карибских играх в Мехико.
На Кубке мира 1991 года в Сан-Хосе одержал победу в 50-километровой дисциплине, установив при этом свой личный рекорд и показав лучший результат мирового сезона — 3:42:03. Позднее завоевал золото на Панамериканских играх в Гаване, занял 12-е место на чемпионате мира в Токио.
Принимал участие в Олимпийских играх 1992 года в Барселоне — в программе 50 км с результатом 3:52:09 стал серебряным призёром, уступив только представителю Объединённой команды Андрею Перлову.
В 1993 году выиграл личный и командный зачёты 50 км на Кубке мира в Монтеррее, финишировал восьмым на чемпионате мира в Штутгарте.
В 1995 году в ходьбе на 50 км был лучшим на Панамериканских играх в Мар-дель-Плате, занял восьмое на Кубке мира в Пекине, 12-е место на чемпионате мира в Гётеборге.
В 1999 году в 50-километровой дисциплине показал 22-й результат на Кубке мира в Мезидон-Канон, выиграл серебряную медаль на Панамериканских играх в Виннипеге, занял 23-е место на чемпионате мира в Севилье. По окончании сезона завершил спортивную карьеру.